# Euchromia discifera
Euchromia discifera là một loài bướm đêm thuộc phân họ Arctiinae, họ Erebidae.